# Star Alliance
Star Alliance (tiếng Anh của "Liên minh Ngôi sao") là liên minh lớn nhất trong 3 liên minh giữa các công ty hàng không trên toàn thế giới. Hai liên minh khác là Oneworld và SkyTeam. Star Alliance được thành lập ngày 14.5.1997 bởi các công ty Air Canada, Lufthansa, Scandinavian Airlines (SAS), Thai Airways International, United Airlines với mục đích hợp tác chặt chẽ và hỗ trợ lẫn nhau trong lãnh vực hàng không dân sự. Star Alliance hiện có 28 hội viên với tổng số 4.338 máy bay chở hành khách. Các chuyến bay của Star Alliance tới 1.269 phi trường của 193 nước.

## Các hãng hàng không thành viên

### Thành viên và các công ty con thành viên
A Thành viên sáng lập.
B Airlines operating under the Air Canada Express, Air New Zealand Link, Lufthansa Regional, Tyrolean Airways và United Express brands are not  members of Star Alliance. However, flights are operated on behalf of the respective member airlines, carry their designator code and are Star Alliance flights.
C Các thành viên của Lufthansa Regional đều được sở hữu bởi Deutsche Lufthansa AG.
D Các chuyến bay của Air Canada Express được vận hành bởi Air Georgian, EVAS Air, Jazz Aviation, Sky Regional Airlines 
E  Các chuyến bay của Air India Regional được vận hành bởi Alliance Air 
F  Các chuyến bay của Air New Zealand Link được vận hành bởi Air Nelson, Eagle Airways, Mount Cook Airline 
G Các chuyến bay của Lufthansa Regional được vận hành bởi Air Dolomiti, Eurowings, Lufthansa CityLine 
H Các chuyến bay của United Express được vận hành bởi Cape Air, CommutAir, ExpressJet Airlines, GoJet Airlines, Mesa Airlines, Republic Airlines, Shuttle America, SkyWest Airlines, và Trans States Airlines

### Thành viên trong tương lai
Tính đến tháng 5 năm 2015, số lượng thành viên mới của liên minh vẫn không ngừng gia tăng.

## Phòng chờ
Chương trình khách hàng của Star Alliance Gold, hành khách có thể vào bất kỳ phòng chờ nào có biểu tượng Star Alliance Gold ở cửa ra vào trước chuyến bay do hãng hàng không thuộc thành viên Star Alliance khai thác. Hành khách nếu không thuộc hạng thẻ Vàng mà bay Hạng Nhất hoặc Thương Gia bay quốc tế vẫn được quyền sử dụng.
Phòng chờ được đặt tại các sân bay: Sân bay quốc tế Ministro Pistarini (Buenos Aires), Sân bay quốc tế Los Angeles, Sân bay quốc tế Chubu, Sân bay Paris-Charles-de-Gaulle, Sân bay quốc tế Rio de Janeiro-Galeão và Sân bay quốc tế São Paulo-Guarulhos (Brasil), Sân bay quốc tế Leonardo da Vinci (Ý), Sân bay Amsterdam Schiphol (Hà Lan)

## Dịch vụ khách hàng

### Premium
Gồm 2 hạng thẻ (Silver và Gold) dựa trên trạng thái hoặc đánh giá của khách hàng trong chương trình khách hàng thường xuyên.

### Silver
Khách hàng sử dụng hạng thẻ Silver cho việc đặt chỗ ưu tiên và thời gian chờ ở sân bay.

### Gold
Các quyền lợi của hạng thẻ Gold như được đặt chỗ ưu tiên, làm thủ tục và soi chiếu an ninh; thêm 20 kg hành lý ký gửi (hoặc thêm một kiện, nếu quy định về kiện áp dụng), quyền vào các phòng chờ Star Alliance Gold được chỉ định vào ngày và địa điểm khởi hành khi xuất trình thẻ lên máy bay. Một số hãng hàng không cung cấp chỗ ngồi ưu tiên (ghế ở lối ra hoặc khu vực đặc biệt của máy bay); đảm bảo chỗ ngồi trên các chuyến bay đã đặt đầy đủ, tùy thuộc vào mã hạng đặt chỗ và thời hạn thông báo, nâng cấp miễn phí dưới dạng voucher, chứng chỉ hoặc nâng hạng tự động khi làm thủ tục.